# James Carlisle
Pour les articles homonymes, voir Carlisle (homonymie).
Sir James Beethoven Carlisle, né le 5 août 1937, est un homme d'État. Il est le gouverneur général d’Antigua-et-Barbuda du 10 juin 1993 au 17 juillet 2007.

## Biographie
Carlisle est né le 5 août 1937 dans le village de Bolans à Antigua. Il a commencé ses études à la Bolans Public School avant de s’installer au Royaume-Uni pour poursuivre ses études au Northampton College of Advanced Technology. Il a ensuite passé un baccalauréat en médecine dentaire à l'Université de Dundee. En 1991, il est diplômé de l'American School of Laser Dentistry.
Carlisle a fait partie de la Royal Air Force britannique de 1961 à 1966. Il a également été engagé dans la Force de défense royale d'Antigua-et-Barbuda entre 1983 et 1993. En tant que gouverneur général, il a automatiquement été nommé commandant de la Force de défense d'Antigua-et-Barbuda.